# Ес-Сахра-ель-Бейда

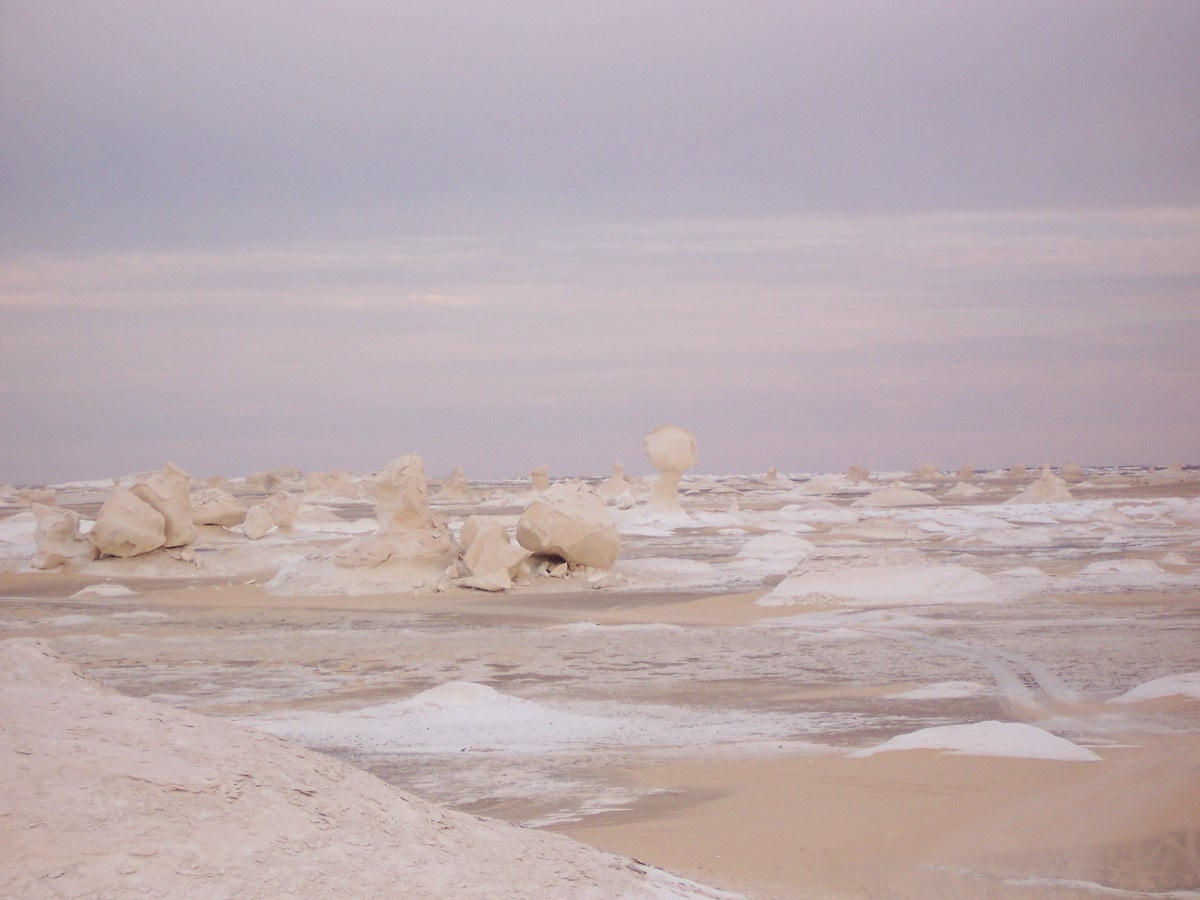
Ерозія в Білій пустелі

Ес-Сахра Ель-Бейда — (араб. الصحراء البيضاء, el-sahara el-beida — Біла пустеля) — відносно невелика частина пустелі Сахара в Єгипті площею приблизно 300 км2,
що лежить вздовж дороги між оазами Бахарія і Фарафра. Відстань від Каїра до Білої пустелі 500 км.

Пустеля отримала свою назву від білих вапнякових утворень. Мільйони років тому тут було дно океану і біла порода — залишки морських мікроорганізмів.
З 2002 року Біла пустеля оголошена національним парком Єгипту.